# زرافه سومالی
زرافه سومالی (نام علمی: Giraffa camelopardalis reticulata) نام یک زیرگونه از گونه زرافه است.